# Státní bezpečnost
Státní bezpečnost, w skrócie StB (cz. Státní bezpečnost, słow. Štátna bezpečnosť w skrócie ŠtB, pol. Bezpieczeństwo Państwowe) – cywilna służba specjalna Czechosłowackiej Republiki Socjalistycznej, istniejąca w latach 1945–1990. Státní bezpečnost była częścią Ministerstwa Spraw Wewnętrznych CSRS (Ministerstvo vnitra).

## Historia
Státní bezpečnost powstała 30 czerwca 1945 roku pod kierownictwem Komunistycznej Partii Czechosłowacji (KSČ). Realizowała politykę represji wobec przeciwników politycznych, m.in. podczas przejmowania władzy przez komunistów w 1948 roku nadzorowała działalność opozycji i posługiwała się przeciwko niej fałszywymi dowodami.
Jeszcze zanim Czechosłowacja stała się państwem komunistycznym, StB posługiwała się brutalnymi metodami wymuszania zeznań: torturami lub stosowaniem środków odurzających, szantażem, również porwaniami. Tuż po dojściu do władzy komunistów tego typu praktyki stały się powszechne i szeroko stosowane.
Státní bezpečnost wraz z VB (cz. Veřejná bezpečnost, słow. Verejná bezpečnosť – Bezpieczeństwo Publiczne), czyli służbą mundurową wykonującą standardowe zadania policji (odpowiednik polskiej Milicji Obywatelskiej), było częścią SNB/ZNB (cz. Sbor národní bezpečnosti, słow. Zbor národnej bezpečnosti – Korpusu Bezpieczeństwa Narodowego). SNB podobnie jak StB i VB miała swoje regionalne i okręgowe delegatury. Podlegały one ministerstwom spraw wewnętrznych Czech i Słowacji, ale ich kierownictwo operacyjne podlegało bezpośrednio federalnemu ministerstwu spraw wewnętrznych.
Státní bezpečnost została rozwiązana 31 stycznia 1990 roku. W jej miejsce powołano Federalną Informacyjną Służbę Bezpieczeństwa CSRF, w skrócie FBIS. W 1993 roku, w związku z podziałem państwa, rozwiązano ją, a w jej miejsce Czechach utworzyły Bezpečnostní informační služba, w skrócie BIS – Informacyjną Służbę Bezpieczeństwa (agencja ds. kontrwywiadu, bezpieczeństwa wewnętrznego oraz zwalczania i zapobiegania terroryzmowi), natomiast na Słowacji powstała Slovenská informačná služba, w skrócie SIS – Słowacka Służba Informacyjna (agencja ds. wywiadu i kontrwywiadu).

## Struktura StB/MSW
- I Zarząd MSW (I. správa FMV/SNB) – Główny zarząd wywiadu (Hlavní správa rozvědky)
- II Zarząd MSW (II. správa FMV/SNB) – Główny zarząd kontrwywiadu do walki z wrogiem zewnętrznym – ochrona przed zagranicznymi szpiegami (Hlavní správa kontrarozvědky pro boj proti vnějšímu nepříteli – ochrana proti zahraničním špionům)
- III Zarząd MSW (III. správa FMV/SNB) – Główny zarząd kontrwywiadu wojskowego (Hlavní správa vojenské kontrarozvědky)
- IV Zarząd MSW (IV. správa FMV/SNB) – Zarząd śledczy (Správa sledování)
- V Zarząd MSW (V. správa FMV/SNB) – Zarząd ochrony funkcjonariuszy partyjnych i państwowych (Správa ochrany stranických a ústavních činitelů)
- VI Zarząd MSW (VI. správa FMV/SNB) – Zarząd [wykonawczy] technik wywiadowczych (Správa [výkonné] zpravodajské techniky)
- X Zarząd MSW (X. správa FMV/SNB) – Zarząd do walki z wrogiem wewnętrznym (dysydentami, protestującymi, księżmi, młodzieżą etc.) (Správa kontrarozvědky pro boj proti vnitřnímu nepříteli – disidenti, chartisté, kněží, mládež apod.)
- XI Zarząd MSW (XI. správa FMV/SNB) – Zarząd kontrwywiadu ochrony gospodarki (Správa kontrarozvědky pro ochranu ekonomiky)
- XII Zarząd MSW (XII. správa FMV/SNB) – Zarząd kontrwywiadu w Bratysławie (Správa kontrarozvědky v Bratislavě)
- XIII Zarząd MSW (XIII. správa FMV/SNB) – Centrum obliczeniowo-informacyjne bezpieczeństwa państwowego (Oborové výpočetní a informační středisko Státní bezpečnosti)
- XIV Zarząd MSW (XIV. správa FMV/SNB) – Zarząd kontrwywiadu do walki z ekstremalnymi i szczególnymi formami przestępczości (Správa kontrarozvědky pro boj proti mimořádným a zvláštním formám trestné činnosti)
- Zarząd śledczy bezpieczeństwa państwowego (Správa vyšetřování Státní bezpečnosti)
- Wydział śledczy bezpieczeństwa państwowego w kontrwywiadzie wojskowym (Odbor vyšetřování Státní bezpečnosti ve vojenské kontrarozvědce)
- Zarząd paszportów i wiz (Správa pasů a víz)
- Wydział ewidencji statystycznej (Statisticko evidenční odbor)
- IV Wydział MSW (IV. odbor FMV/SNB) – Wydział prasy zagranicznej (Odbor zahraničního tisku)[1]
- Wyższa Szkoła Korpusu Bezpieczeństwa Narodowego (Vysoká škola Sboru národní bezpečnosti), Praga